# العطاعطة (سيدي إسماعيل)
العطاعطة هي إحدى مشيخات المملكة المغربية، تتبع جغرافيا لإقليم الجديدة وإداريًا لسيدي إسماعيل. يقدر عدد سكانها بـ 6143 نسمة حسب الإحصاء الرسمي للسكان والسكنى لسنة 2004.